# Alonso de Veracruz
Alonso Gutiérrez, frère Alonso de la Veracruz, (Caspueñas, Guadalajara, Espagne, 1504 ou 1507 - Mexico, 1584) est la figure la plus importante de la philosophie au Mexique au XVIe siècle.

## Biographie
Il étudie la grammaire et la rhétorique à l'Université Complutense, puis les arts et la théologie à l'université de Salamanque.
Le 2 juillet 1536, il débarque à Veracruz. Il entre dans l'ordre des Augustins et change son nom de Gutiérrez pour celui de Veracruz. Après son noviciat, il professe dans la ville de Mexico, au couvent de Santa María de Gracia. A Michoacán, il apprend la langue tarasque pour prêcher le christianisme aux Indiens et les préparer à l'eucharistie.
Il succède à Vasco de Quiroga comme gouverneur du Michoacán, où il fonde cinq couvents. Il enseigne la théologie et les arts, et on crée pour lui une chaire saint Thomas d'Aquin.
Il retourne en Espagne en 1562, et devient prieur au monastère de San Felipe y Real à Madrid. Il revient en Amérique en 1572, fonde le Collège de San Pablo, et s'occupe de l'évangélisation des Philippines.

## Son œuvre
Alonso de la Veracruz admettait, pour des questions mineures, une réforme de la scholastique et certaines revendications humanistes. Il voulut libérer la philosophie des spéculations vaines et inutiles. Suivant l'exemple des auteurs de la Renaissance, il postula un retour aux textes originaux d'Aristote. Il écrivit, dans un but prioritairement pédagogique, trois œuvres philosophiques : Recognitio summularum (1554), Dialectica resolutio (1554) et Physica speculatio (1557). Ses trois livres contiennent un cours complet d'art, dans lequel resplendissent la clarté, la simplicité et un certain caractère pragmatique. La Recognitio summularum est une exposition claire et résumée de la dialectique : termes, propositions, syllogismes, degrés de connaissance (simple appréhension, jugement et raisonnement), commentaire des livres des Topiques et de la Réfutation des sophistes, d'Aristote. L'influence de Pedro Hispano, avec les Summulae logicales, est patente. La Dialectica resolutio se compose de trois traités : les prédicables, les catégories aristotéliciennes et les analytiques postérieurs. L'objet de la dialectique est l'être de raison. La Physica speculatio, le plus long des livres de frère Alonso, reprend la doctrine en vigueur au XVIe siècle sur la physique, la biologie, la météorologie, la botanique et la psychologie. La science de la nature a pour objet l'être mobile dans ses différents aspects déjà montrés par Aristote.
Bien que les principales œuvres d'Alonso de Veracruz aient été philosophiques, il a aussi légué quelques œuvres théologiques (parmi celles-ci, la plus importante : Speculum conjugiorum) consacrées à l'étude la validité du mariage que les Indiens avaient contracté avant d'être christianisés. Les connaissances théologiques du frère augustin apparaît également dans trois manuscrits : Commentaria in Secundum Magistri Sententiarum librum, Commentaria in Epistolas Sancti Pauli in Universitate Mexicae e cathedra dictata et Relectio de libris canonicis.

### Œuvre de frère Alonso
Plusieurs de ses œuvres semblent définitivement perdues. Subsistent ses livres de philosophie les plus importants, édités au Mexique :
- Recognitio Summularum (1554)
- Dialectica Resolutio cum textu Aristotelis (1554)
- Physica speculatio (1557)
- De dominio infidelium et iusto bello
- Speculum Conjugiorum (1572)

### Études
- A. BOLAÑO E ISLA, Contribución al estudio bibliográfico de Fray Alonso de la Vera Cruz, México 1947
- O. MAYAGOITIA, Ambiente filosófico de la Nueva España, México 1945
- O. ROBLES, Filósofos mexicanos del siglo XVI, México 1950
- S. RAMOS, Historia de la Filosofía en México, México 1943
- A. IBARGUENGOITIA, Filosofía mexicana, México 1967